# Dvorišće (żupania zagrzebska)
Dvorišće – wieś w Chorwacji, w żupanii zagrzebskiej, w gminie Rakovec. W 2011 roku liczyła 164 mieszkańców.